# Julien Dufour
Pour les articles homonymes, voir Dufour.
 (août 2025).
Si vous disposez d'ouvrages ou d'articles de référence ou si vous connaissez des sites web de qualité traitant du thème abordé ici, merci de compléter l'article en donnant les références utiles à sa vérifiabilité et en les liant à la section « Notes et références ».
Julien Dufour est un ingénieur civil canadien né à La Malbaie.

## Biographie
Il rejoint dès 1960 l'entreprise familiale La Ferme de la Poulette Grise de La Malbaie, entreprise avicole dont il devient président. Il vit à la croissance et à la diversification de l'entreprise qui employait en 1989 plus de 250 employés. Lui et son frère contrôlaient l'entreprise qu'ils vendirent à la coopérative Dorchester en 1989. Aujourd'hui la coopérative mets ses produits en marché sous la bannière Exceldor. 
Après sa retraite de l'entreprise familiale, Julien Dufour fut actif au sein de plusieurs conseils d'administration de corporations. Il s'occupa également, à titre bénévole,  du développement du Domaine Forget de St-Irénée.
Parallèlement à ses activités professionnelles, il a aussi participé au développement du comté de Charlevoix tout au long de sa carrière. 

## Distinctions
- 1990 - Grand de Charlevoix
- 1998 -  Membre de l'Ordre du Canada[2]
- 1998 -  Chevalier de l'Ordre national du Québec[3]